# Учжун
Учжу́н (кит. упр. 吴忠, пиньинь Wúzhōng) — городской округ в Нинся-Хуэйском автономном районе КНР.

## История
После того, как царство Цинь завоевало все остальные царства и создало первую в истории Китая централизованную империю, в результате похода против северных кочевников были захвачены эти земли. В 214 году до н. э. был образован уезд Фупин (富平县), административный центр которого (находившийся в юго-западной части современного Учжуна) стал в результате самым древним городом на Нинсяской равнине. Во II веке эти места были захвачены гуннами, и надолго перешли под власть кочевников.
После того, как при империи Северная Вэй китайские войска вновь завоевали эти места, в VI веке они вошли в состав области Линчжоу (灵州). В XI веке эти земли вошли в состав тангутского государства Си Ся.
После того, как государство тангутов в XIII веке было уничтожено монголами, территория области Линчжоу постепенно уменьшалась, но она по-прежнему сохраняла важное значение. При империи Мин здесь была размещена охранная тысяча, подчинённая напрямую Нинсяскому гарнизону (宁夏卫). Когда при империи Цин был расформирован Нинсяский гарнизон, а вместо него создана Нинсяская управа, то Линчжоу стала областью, напрямую подчинённой Нинсяской управе (宁夏府直隶州). После Синьхайской революции в Китае была проведена реформа административного деления, и области с управами были упразднены; в 1913 году на землях, ранее непосредственно подчинённых области Линчжоу, был создан уезд Линъу (灵武县). В 1929 году была создана провинция Нинся, и уезд вошёл в её состав.
В 1950 году западная часть уезда Линъу была выделена в отдельный город Учжун, подчинённый напрямую правительству провинции Нинся. В апреле 1954 года в составе провинции Нинся был создан Хэдун-Хуэйский автономный район (河东回族自治区), и эти земли перешли под его юрисдикцию. Осенью 1954 года провинция Нинся была расформирована, и Хэдун-Хуэйский автономный район вошёл в состав провинции Ганьсу. В 1955 году Хэдун-Хуэйский автономный район был переименован в Учжун-Хуэйский автономный округ (吴忠回族自治州). В 1958 году Учжун-Хуэйский автономный округ был расформирован, и город Учжун перешёл в прямое подчинение властям новообразованного Нинся-Хуэйского автономного района. В 1960 году был расформирован уезд Цзиньцзи (金积县), и основная часть его территории была передана под юрисдикцию города Учжун. В 1963 году город Учжун был преобразован в уезд Учжун (吴忠县).
В 1972 году в составе Нинся-Хуэйского автономного района был создан Округ Иньнань (银南地区), и уезд Учжун вошёл в его состав. В 1983 году уезд Учжун был преобразован в городской уезд. В 1998 году округ Иньнань был преобразован в городской округ Учжун; бывший городской уезд Учжун стал районом Литун в его составе. В 2002 году городской уезд Линъу был передан из состава городского округа Учжун в состав городского округа Иньчуань.
В 2009 году юго-западная часть района Литун была выделена в отдельный район Хунсыбу.

## Административно-территориальное деление
Городской округ Учжун делится на 2 района, 1 городской уезд, 2 уезда:
| Карта | #              | Статус   | Название | Иероглифы       | Пиньинь | Площадь (км²) | Население (2012) |
| ----- | -------------- | -------- | -------- | --------------- | ------- | ------------- | ---------------- |
|       |                |          |          |                 |         |               |                  |
| 1     | Район          | Литун    | 利通区   | Lìtōng qū       | 1384    | 381 000       |                  |
| 2     | Район          | Хунсыбу  | 红寺堡区 | Hóngsìbǔ qū     | 2767    | 179 000       |                  |
| 3     | Городской уезд | Цинтунся | 青铜峡市 | Qīngtóngxiá shì | 2337    | 276 000       |                  |
| 4     | Уезд           | Яньчи    | 盐池县   | Yánchí xiàn     | 8558    | 160 000       |                  |
| 5     | Уезд           | Тунсинь  | 同心县   | Tóngxīn xiàn    | 8184    | 340 000       |                  |

## Экономика
В округе развиты сельское хозяйство (овощеводство, животноводство, виноградарство, выращивание ягод годжи), пищевая промышленность (включая виноделие) и сфера услуг, в том числе туризм и сектор «утреннего чая» (заведения общепита, предлагающие ранний завтрак с чаем).

## Известные уроженцы
- Чжоу Шэнсянь — министр по охране окружающей среды Китайской народной републики с 2008 года.